# PaniK Manifesto
PaniK Manifesto — мини-альбом немецкой дарквейв-группы Diary of Dreams, вышедший 8 ноября 2002 года на лейбле Адриана Хейтса Accession Records.
В записи PaniK Manifesto принимал участие Торбен Вендт из группы Diorama.
Издание Russian Gothic Page оценило PaniK Manifesto в три балла из пяти, отметив, что по сравнению с предыдущими работами группы на этой пластинке с Diary of Dreams «произошла некая остановка в развитии, если не сказать регресс».

## Список композиций
Слова и музыка всех песен — Адриан Хейтс.
| №                   | Название              | Длительность |
| ------------------- | --------------------- | ------------ |
| 1.                  | «Painkiller»          | 6:26         |
| 2.                  | «PaniK?»              | 6:32         |
| 3.                  | «Soul Stripper»       | 4:13         |
| 4.                  | «Sin Skinner»         | 6:48         |
| 5.                  | «Drama»               | 6:15         |
| 6.                  | «The Scream»          | 4:25         |
| 7.                  | «Monsters And Demons» | 4:44         |
| Общая длительность: | Общая длительность:   | 38:35        |

## Участники записи
- Адриан Хейтс (нем. Adrian Hates) — музыка и тексты песен
- Мастеринг
  - Райнер Ассман (нем. Rainer Assmann)
  - Кристиан Циммерли (нем. Christian Zimmerli)
  - Адриан Хейтс